# Trần Đức Lương
Trần Đức Lương (Provincia de Quảng Ngãi, 5 de mayo de 1937-Hanói, 20 de mayo de 2025) fue un político vietnamita. Presidente de Vietnam entre los años 1997 y 2006.

## Biografía
Nacido en la provincia de Quang Ngai, se trasladó a Hanói después de abandonar la escuela en 1955. Estudió geología, y trabajó como cartógrafo. Se afilió al Partido Comunista de Vietnam en 1959, y se convirtió en funcionario del partido en los años 1970. En 1987 fue segundo primer ministro. Miembro del Politburo desde junio de 1996, fue elegido presidente el 24 de septiembre de 1997 y reelegido en 2002.
El 7 de mayo del 2004, el presidente Tran Duc Luong rehusó la apelación de la ejecución de Nam Cam.
Lương murió en su casa el 20 de mayo de 2025, a la edad de 88 años. Los medios estatales, citando información de la Junta de Protección y Atención de la Salud para Funcionarios Centrales del CPV (Ban Bảo vệ, chăm sóc sức khỏe cán bộ Trung ương), afirmaron que murió "debido a la vejez y una enfermedad grave" y que se le brindará un funeral de estado.